# Cople
Cople – wieś w Anglii, w hrabstwie ceremonialnym Bedfordshire, w dystrykcie (unitary authority) Bedford. Leży 5 km na wschód od centrum miasta Bedford i 71 km na północ od centrum Londynu. W 2007 miejscowość liczyła 700 mieszkańców.